# Alan Soutar
Alan Soutar (* 10. Januar 1978 in Arbroath) ist ein schottischer Dartspieler.

## Karriere
2011 trat Soutar zum ersten Mal bei der BDO-Weltmeisterschaft  an, wo er allerdings zum Auftakt gegen Willy van de Wiel mit 1:3 ausschied. Erfolgreicher verlief für ihn 2013 der WDF World Cup, wo er im Einzel das Viertelfinale erreichte und mit der schottischen Mannschaft Weltmeister wurde. Es folgten zwei Achtelfinalteilnahmen beim World Masters und eine weitere Teilnahme an der BDO-Weltmeisterschaft 2016. Dort schied er jedoch in der Vorrunde aus. 2019 gewann Soutar die Helvetia Open, als er im Finale Thomas Junghans besiegte. Nach der Insolvenz der British Darts Organisation nahm Soutar Anfang 2021 an der PDC Qualifying School teil, wo er sich eine Tourkarte für die PDC Pro Tour erspielen konnte. Bei seinen ersten Players Championships konnte er an den ersten beiden Tagen bereits die dritte Runde erreichen. Am Folgetag spielte er sich dann bis ins Viertelfinale, dort unterlag er dem späteren Tagessieger Raymond van Barneveld. Bei seinem Debüt bei den UK Open 2021 konnte Soutar direkt das Achtelfinale erreichen, dort unterlag er Dave Chisnall mit 8:10.
Soutar ist auch in der Förderung junger Spieler aktiv. Er war Mitgründer der Angus Darts Academy und ist zudem bei der Junior Darts Corporation involviert.

## Neben der Karriere / Beruf
Alan Soutar ist seit vielen Jahren Feuerwehrmann und versieht weiterhin Dienst neben seiner Karriere. Wenn es möglich ist, arbeitet er sogar während der Turniere. Bei der Darts-WM 2023 flog er nach seinem Sieg gegen den gesetzten Daryl Gurney in seine Heimatstadt Dundee, um dort auf der Feuerwache über Weihnachten Schichtdienste zu versehen. Sein nächstes Match bestritt Soutar am 28. Dezember 2022 gegen Danny Noppert und gewann dieses 4:2. Dadurch erreichte er das Achtelfinale, wo er jedoch an Gabriel Clemens 4:1 scheiterte.

## Weltmeisterschaftsresultate

### BDO
- 2011: 1. Runde (1:3-Niederlage gegen  Willy van de Wiel)
- 2016: Vorrunde (1:3-Niederlage gegen  Craig Caldwell)

### PDC
- 2022: Achtelfinale (1:4-Niederlage gegen  Callan Rydz)
- 2023: Achtelfinale (1:4-Niederlage gegen  Gabriel Clemens)
- 2025: 1. Runde (1:3-Niederlage gegen  Kai Gotthardt)

## Turnierergebnisse
| Turnier                     | 2008                       | ......                     | 2011                       | 2012                       | 2013                       | 2014                       | 2015                       | 2016                       | 2017                       | 2018                       | 2019               | 2020               | 2021                           | 2022                           | 2023                           | 2024                           | 2025                           |
| --------------------------- | -------------------------- | -------------------------- | -------------------------- | -------------------------- | -------------------------- | -------------------------- | -------------------------- | -------------------------- | -------------------------- | -------------------------- | ------------------ | ------------------ | ------------------------------ | ------------------------------ | ------------------------------ | ------------------------------ | ------------------------------ |
| BDO-Major-Turniere          |                            |                            |                            |                            |                            |                            |                            |                            |                            |                            |                    |                    |                                |                                |                                |                                |                                |
| Weltmeisterschaft           | n/q                        | n/q                        | 1R                         | nicht qualifiziert         | nicht qualifiziert         | nicht qualifiziert         | nicht qualifiziert         | VR                         | n/q                        | n/q                        | n/t                | n/t                | Verband insolvent              | Verband insolvent              | Verband insolvent              | Verband insolvent              | Verband insolvent              |
| World Masters               | 4R                         | n/t                        | n/t                        | 3R                         | 2R                         | 1R                         | 4R                         | AF                         | AF                         | 1R                         | n/t                | n/a                | Verband insolvent              | Verband insolvent              | Verband insolvent              | Verband insolvent              | Verband insolvent              |
| WDF-Platin-/Major-Turniere  |                            |                            |                            |                            |                            |                            |                            |                            |                            |                            |                    |                    |                                |                                |                                |                                |                                |
| WDF World Cup               | n/a                        | n/t                        | n/t                        | n/a                        | VF                         | n/a                        | 2R                         | n/a                        | n/t                        | n/a                        | 4R                 | nicht ausgetragen  | nicht ausgetragen              | nicht ausgetragen              | n/t                            | n/a                            | n/t                            |
| WDF Europe Cup              | n/t                        | n/t                        | n/a                        | VF                         | n/a                        | 1R                         | n/a                        | 1R                         | n/a                        | HF                         | nicht ausgetragen  | nicht ausgetragen  | nicht ausgetragen              | n/t                            | n/a                            | n/t                            | n/a                            |
| PDC-Ranking-Turniere        |                            |                            |                            |                            |                            |                            |                            |                            |                            |                            |                    |                    |                                |                                |                                |                                |                                |
| Weltmeisterschaft           | nicht teilgenommen         | nicht teilgenommen         | nicht teilgenommen         | nicht teilgenommen         | nicht teilgenommen         | nicht teilgenommen         | nicht teilgenommen         | nicht teilgenommen         | nicht teilgenommen         | nicht teilgenommen         | nicht teilgenommen |                    | n/q                            | AF                             | AF                             | n/q                            | 1R                             |
| World Masters               | nicht ausgetragen          | nicht ausgetragen          | nicht ausgetragen          | nicht ausgetragen          | nicht ausgetragen          | nicht ausgetragen          | nicht ausgetragen          | nicht ausgetragen          | nicht ausgetragen          | nicht ausgetragen          | nicht ausgetragen  | nicht ausgetragen  | nicht ausgetragen              | nicht ausgetragen              | nicht ausgetragen              | nicht ausgetragen              | VR                             |
| UK Open                     | nicht teilgenommen         | nicht teilgenommen         | nicht teilgenommen         | nicht teilgenommen         | nicht teilgenommen         | nicht teilgenommen         | nicht teilgenommen         | nicht teilgenommen         | nicht teilgenommen         | nicht teilgenommen         | nicht teilgenommen |                    | AF                             | 3R                             | 4R                             | 3R                             | 5R                             |
| Grand Slam of Darts         | nicht qualifiziert         | nicht qualifiziert         | nicht qualifiziert         | nicht qualifiziert         | nicht qualifiziert         | nicht qualifiziert         | nicht qualifiziert         | nicht qualifiziert         | nicht qualifiziert         | nicht qualifiziert         | nicht qualifiziert | nicht qualifiziert | nicht qualifiziert             | VF                             | n/q                            | n/q                            |                                |
| Players Championship Finals | n/a                        | nicht teilgenommen         | nicht teilgenommen         | nicht teilgenommen         | nicht teilgenommen         | nicht teilgenommen         | nicht teilgenommen         | nicht teilgenommen         | nicht teilgenommen         | nicht teilgenommen         | nicht teilgenommen |                    | 1R                             | 1R                             | n/q                            | 1R                             |                                |
| Karrierestatistiken         |                            |                            |                            |                            |                            |                            |                            |                            |                            |                            |                    |                    |                                |                                |                                |                                |                                |
| Jahresendplatzierung        | 47                         | ?                          | 805                        | 332                        | 127                        | 473                        | 1290                       | 140                        | 221                        | 171                        | –                  |                    | 77                             | 36                             | 34                             | 50                             |                                |
| Verband                     | British Darts Organisation | British Darts Organisation | British Darts Organisation | British Darts Organisation | British Darts Organisation | British Darts Organisation | British Darts Organisation | British Darts Organisation | British Darts Organisation | British Darts Organisation | –                  |                    | Professional Darts Corporation | Professional Darts Corporation | Professional Darts Corporation | Professional Darts Corporation | Professional Darts Corporation |

| Legende zu den Turnierergebnissen | Legende zu den Turnierergebnissen | Legende zu den Turnierergebnissen | Legende zu den Turnierergebnissen | Legende zu den Turnierergebnissen | Legende zu den Turnierergebnissen | Legende zu den Turnierergebnissen | Legende zu den Turnierergebnissen | Legende zu den Turnierergebnissen | Legende zu den Turnierergebnissen |
| --------------------------------- | --------------------------------- | --------------------------------- | --------------------------------- | --------------------------------- | --------------------------------- | --------------------------------- | --------------------------------- | --------------------------------- | --------------------------------- |
| n/t                               | nicht teilgenommen                | n/q                               | nicht qualifiziert                | n/a                               | nicht ausgetragen                 | #R                                | Aus in jeweiliger Runde           | GP                                | Aus in der Gruppenphase           |
| AF                                | Achtelfinalist                    | VF                                | Viertelfinalist                   | HF                                | Halbfinalist                      | F                                 | Turnierfinalist                   | S                                 | Turniersieger                     |

## Titel

### PDC
- Pro Tour
  - Players Championships
    - Players Championships 2024: 11